# Паттадакал
Паттадакал (англ. Pattadakal, каннада: ಪಟ್ಟದ್ಕಲ್ಲು) — невеличке місто в індійському штаті Карнатака, розташоване в окрузі Баґалкот на березі річки Малапрабха. Воно знаходиться за 22 км від міста Бадамі і 10 км від Айхола.
Група пам'яток 8 століття у місті є кульмінацією стилю весара індуїстської архітектури, ці пам'ятки з 1987 року входять до списку Світової спадщини ЮНЕСКО. У місті загалом представлені дравидійські та наґарські (індоарійські) стилі.